# Міллтаун (Південна Дакота)
Міллтаун (англ. Milltown) — переписна місцевість (CDP) в США, в окрузі Гатчинсон штату Південна Дакота. Населення — 8 осіб (2020).

## Географія
Міллтаун розташований за координатами 43°25′29″ пн. ш. 97°48′39″ зх. д. / 43.42472° пн. ш. 97.81083° зх. д. (43.424753, -97.810895).  За даними Бюро перепису населення США в 2010 році переписна місцевість мала площу 1,13 км², з яких 1,13 км² — суходіл та 0,01 км² — водойми.

## Демографія
Згідно з переписом 2010 року, у переписній місцевості мешкало 10 осіб у 6 домогосподарствах у складі 4 родин. Густота населення становила 9 осіб/км².  Було 7 помешкань (6/км²).
Расовий склад населення:
| - 100,0 % — білих |

До двох чи більше рас належало 0,0 %. Частка іспаномовних становила 0,0 % від усіх жителів.
За віковим діапазоном населення розподілялося таким чином: 0,0 % — особи молодші 18 років, 50,0 % — особи у віці 18—64 років, 50,0 % — особи у віці 65 років та старші. Медіана віку мешканця становила 63,5 року. На 100 осіб жіночої статі у переписній місцевості припадало 66,7 чоловіків;  на 100 жінок у віці від 18 років та старших — 66,7 чоловіків також старших 18 років.
Цивільне працевлаштоване населення становило 11 осіб. Основні галузі зайнятості: публічна адміністрація — 54,5 %.